# ديبي ترافيس
ديبي ترافيس (بالإنجليزية: Debbie Travis)‏ هي عارضة بريطانية، ولدت في 25 سبتمبر 1960 في بلاكبرن في المملكة المتحدة.

## وصلات خارجية
- الموقع الرسمي
- ديبي ترافيس على موقع IMDb (الإنجليزية)
- ديبي ترافيس على موقع قاعدة بيانات الفيلم (الإنجليزية)